# Misisipi (zvezna država)

Misisipi (angleško Mississippi, [misisípi]) je zvezna država Združenih držav Amerike, del ameriškega Juga na jugovzhodu države. Na severu meji na Tennessee, na vzhodu na Alabamo, na jugu na Mehiški zaliv, na jugozahodu na Louisiano ter na severozahodu na Arkansas. Je 32. največja ameriška zvezna država po površini in 35. po številu prebivalcev. Po podatkih iz leta 2021 je imela približno tri milijone prebivalcev. Glavno mesto in največje mesto je Jackson, ki ima tudi največje metropolitansko območje v zvezni državi.
Imenuje se po reki Misisipi, ki tvori večino zahodne meje. Po ameriški revoluciji je bila znana kot ena glavnih proizvajalk bombaža s pomočjo suženjske delovne sile in je bila ena ustanovnih članic Konfederacije ameriških držav, ki so se v ameriški državljanski vojni borile za ohranitev suženjstva. Vse do prve polovice 20. stoletja so Afroameričani predstavljali večino prebivalstva. Misisipi je še danes ena najrevnejših ameriških zveznih držav, gospodarstvo temelji na kmetijstvu in gozdarstvu.